# Austroblechnum microphyllum
Espèce
Austroblechnum microphyllum (synonyme Blechnum penna-marina), communément appelée pinque au Chili ou punque en Argentine, est une fougère appartenant à la famille des Blechnacées.

## Distribution

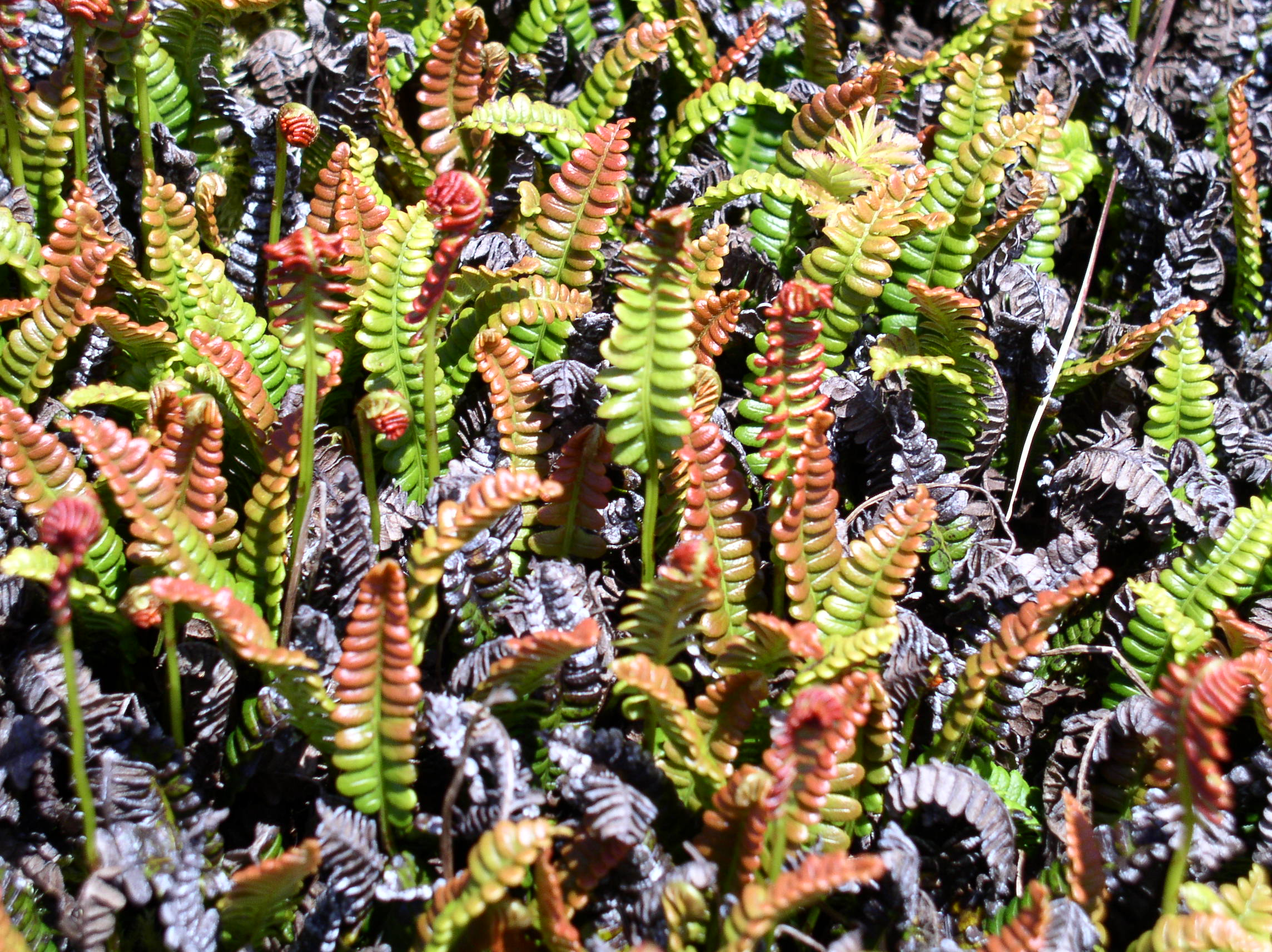
Austroblechnum microphyllum aux îles Crozet.

On la retrouve dans le sud de l'Amérique du Sud jusqu'en Terre de Feu mais aussi en Australie ou sur certaines îles du Pacifique.